# Ivan Krajnc
Ivan Krajnc, slovenski zdravnik revmatolog in univerzitetni profesor, * 15. september 1948, Ožbalt ob Dravi.
Po končani gimnaziji v Mariboru, je leta 1973 diplomiral na Medicinski fakulteti v Ljubljani. Na Medicinski fakulteti v Zagrebu je magistriral leta 1981, leta 1982 pa je pod mentorstvom prof. dr. Ivana Krampača dosegel naziv doktorja medicinskih znanosti. Za rednega profesorja interne medicine je bil izvoljen leta 2001. Naziv primarij mu je bil podeljen leta 1992, naziv višji zdravstveni svetnik pa leta 2002, oboje s strani Ministrstva za zdravje.
Od leta 1973 deluje v UKC Maribor, kjer je opravljal številne naloge. Bil je predstojnik Oddelka za revmatologijo in imunologijo, predstojnik Klinike za interno medicino in strokovni direktor kliničnega centra.
Prof. dr. Ivan Krajnc je bil dekan Medicinske fakultete v Mariboru od ustanovitve leta 2003 do leta 2021. Leta 2014 je postal član Evropske akademije znanosti in umetnosti. Predsednik republike Borut Pahor mu je leta 2014 podelil Medaljo za zasluge za "izjemen prispevek pri vzpostavljanju Medicinske fakultete Univerze v Mariboru in njene prepoznavnosti v mednarodnem merilu ter za učinkovito sodelovanje pri novogradnji Medicinske fakultete Maribor ".
Leta 2023 mu je Univerza v Mariboru podelila častni naslov zaslužni profesor.